# Mannenbroeders van Kootjebroek
Mannenbroeders van Kootjebroek is een Nederlandse documentaire uit 2011 van Geertjan Lassche over de impact van de MKZ-crisis van 2001 op het Gelderse dorp Kootwijkerbroek.
De documentaire toont de onverwerkte emoties in het dorp, circa tien jaar na de uitbraak van mond-en-klauwzeer (MKZ). In maart 2001 werd ook bij een dier in het Veluwse dorp MKZ vastgesteld. Kootwijkerbroek geloofde niet dat de ziekte er was, omdat de besmetting niet leidde tot een uitbraak. Veeartsen spraken elkaar tegen over de gevolgen van de besmetting. Na hevige rellen werden er toch op 200 bedrijven meer dan 60.000 dieren geruimd ofwel afgemaakt. Maandenlang was het onrustig in het dorp. Sommige inwoners zagen de gedwongen massaslachting als een aanval van een antichristelijke regering. Met name landbouwminister Laurens Jan Brinkhorst moest het in de plaatselijke opinie ontgelden. Ambtenaren van de Rijksdienst voor de keuring van Vee en Vlees die de ruimingen moesten uitvoeren werden fysiek gedwarsboomd en aangevallen.
Lassche zegt het "gruwelijk moeilijk" te hebben gehad met het maken van de documentaire, met name met het winnen van vertrouwen onder de inwoners van Kootwijkerbroek die volgens hem "zwaar getraumatiseerd" waren, van mening waren dat er veel documentaires over reformatorische gemeenschappen zijn gemaakt die hen geen recht doen en grotendeels überhaupt wars van televisie zijn. Toch kreeg hij van sommige mensen het nodige vertrouwen. Er komen vrijwel alleen mensen uit het dorp aan het woord, vrijwel geen overheidsdienaren, waarvan er enkele arbeidsongeschikt zijn geraakt bij de rellen. Lassche erkent dat die kant er ook is maar zegt desgevraagd: "First things first. De gebeurtenissen zijn allemaal maar wel op deze Kootwijkerbroekers afgekomen."
In 2012 won Mannenbroeders van Kootjebroek de Gouden greep, een prijs van de Nederlandse Vereniging voor Land- en Tuinbouwjournalistiek (NVLJ).